# Gandan (klášter)
Klášter Gandantegčenlin, také známý jako klášter Gandan, je buddhistický klášter v Ulánbátaru. Byl založen v roce 1809, uzavřen během náboženských perzekucí v roce 1939 a od roku 1944 do roku 1989 byl jediným aktivním klášterem v zemi. Dnes je centrem buddhismu v Mongolsku. Klášter obývá více než 100 mnichů a ukrývá četné buddhistické poklady, včetně šestadvacet metrů vysoké sochy Avalókitešvary ze zlaceného bronzu a drahých kamenů.

## Název
Název kláštera, Gandantegčenlin (tibetsky „úplná radost“), je odvozen od kláštera Gandän v Tibetu, založeného Congkhapou, zakladatelem sekty Gelug tibetského buddhismu.

## Dějiny
Druhý džavdzandamba chutagt založil canid (buddhistické vzdělávací centrum) pro mnichy z Chüree (moderní Ulánbátar) na počátku 18. století. Dacany (vysoké školy) byly postaveny v Daščoinpel (v roce 1736), Gungáčoilin (v roce 1809) a Idgáčoindzinlin (v roce 1912).

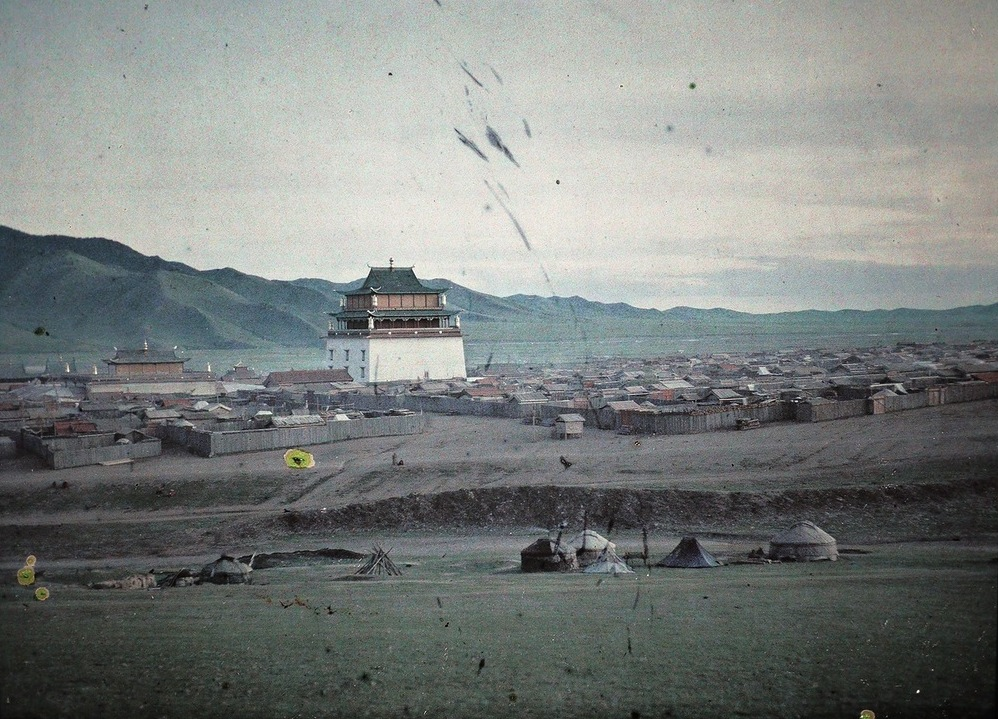
Pohled na klášter v roce 1913

V Gungáčoilinu, na vršku západně od Chüree, byl v roce 1809 postaven chrám Šar a v roce 1824 následoval lamrinský dugan (společenská hala). Pátý bogdgegén nařídil přesunutí duchovních v Chüree dále na západ od čínské čtvrti. Spolu s tím postavil mezi lety 1834 a 1838 chrám pojmenovaný Gandantegčinlen jižně od chrámu Šar, jméno tohoto chrámu přejal i celý klášter. Následně byly přistavěny další budovy, včetně duganu Cogčin v roce 1839 a chrám Očidari (Vadžradhara) v roce 1840, kde byla umístěna stříbrná a zlatá socha vytvořená v roce 1683 Dzanabadzarem. Chrám Džüd (Tantra), založený v roce 1739 druhým bogdgegénem, je nyní umístěn v jurtě . Pátý, sedmý a osmý bogdgegén byli pohřbeni v Gandanu, ačkoli v roce 1855 se oni a jejich mniši přestěhovali zpět do svého původního paláce poblíž současného centra města. Na oslavu nezávislosti na Čchingské Číně v roce 1911 nařídil osmý džavdzandamba chutagt Bogd chán stavbu chrámu Megdzed Džanraiseg (Avalókitéšvara, který otevírá oči), dokončeného v roce 1913 jako nejvyšší mongolská klášterní budova. Tento chrám měl výšku okolo 26 metrů a dostal sochu bódhisatvy Avalókitešvary vyrobená ze zlaceného bronzu a drahých kamenů.
Gandan byl uzavřen v roce 1939 během protináboženských perzekucí v Mongolsku a jeho budovy duganů byly zbourány. Jinak klášter unikl úplném srovnání se zemí (na rozdíl od většiny ostatních mongolských klášterů) a jeho dochované budovy sloužily k ubytování správy Centrálního ajmagu. V roce 1940 byl klášter podřízen přímému sovětskému vojenskému velení a využíván jako stáj, sklad munice a střelnice. Socha Avalókitešvary byla rozbita v roce 1937 (nebo sovětskými vojáky v roce 1938 nebo 1943) a předpokládá se, že byla přepravena do Moskvy a roztavena. V lednu 1944 byl klášter znovu otevřen diktátorem Chorlogínem Čojbalsanem (na doporučení Josifa Stalina) jako jediný fungující klášter v zemi. V roce 1947 měl 57 mnichů a konal veřejné služby. Toho roku mongolští učenci za pomoci několika sovětských poradců zasáhli, aby zachránili chrám Megdzed Džanraiseg před demolicí, a v roce 1961 byl chrám prohlášen za národní kulturní památku. S příchodem náboženské svobody v roce 1990 se Gandan rozšířil na 200 mnichů a byla v něm zahájena rozsáhlá renovace. V roce 1996 byl darována nová 26,5 metrů vysoká socha Avalokitešvary po vzoru rozbité. Socha byla postavena během šesti let za použití vládních a soukromých fondů, váží 90 tun a je vyrobena z 20 tun mědi, 25 kilogram (55 lb) stříbra, 8,6 kilogram (19 lb) zlata a více než 2 100 drahých kamenů.